# Wonder Project J: Kikai no Shōnen Pīno
Wonder Project J: Kikai no Shōnen Pīno (ワンダープロジェクトＪ機械の少年ピーノ Wonder Project J: Machine Boy Pino?) är ett datorspel utvecklat av Almanic och utgivet av Enix till SNES 1994.

## Handling
Spelet är en så kallad livssimulator där spelaren ska uppfostra en Pinocchio-liknande pojke "Pino", innan hans slutliga mål är att sköta relationerna mellan människor och robotliknande Gijin.

### Fotnoter
1. ↑  ”Wonder Project J” (på engelska). Gamefaqs. http://www.gamefaqs.com/snes/562916-wonder-project-j/data. Läst 14 maj 2014.
2. ↑  ”Wonder Project J: Kikai no Shōnen Pino” (på engelska). Mobygames. http://www.mobygames.com/game/wonder-project-j-kikai-no-shnen-pino. Läst 14 maj 2014.